# Lista de deputados estaduais do Rio de Janeiro da 2.ª legislatura
Esta é a lista de deputados estaduais do Rio de Janeiro eleitos para a legislatura 1979–1983.

## Composição das bancadas
| Partido | Líder        | Bancada | Posição  |
| ------- | ------------ | ------- | -------- |
| MDB     | Sandra Salim | 52 / 70 | Governo  |
| ARENA   | Wilmar Palis | 18 / 70 | Oposição |

## Deputados estaduais
Dentre os setenta deputados estaduais eleitos cinquenta e dois pertenciam ao MDB e dezoito à ARENA.
| Número | Deputados estaduais eleitos  | Partido | Votação | Percentual | Cidade onde nasceu    | Unidade federativa  |
| 15758  | Sandra Salim                 | MDB     | 119.851 |            | Rio de Janeiro        | Rio de Janeiro      |
| 15375  | Átila Nunes Filho            | MDB     | 101.690 |            | Rio de Janeiro        | Rio de Janeiro      |
| 15692  | Aloysio Teixeira             | MDB     | 70.176  |            | Rio de Janeiro        | Rio de Janeiro      |
| 15485  | Jorge Roberto Silveira       | MDB     | 64.504  |            | Niterói               | Rio de Janeiro      |
| 15363  | Raymundo de Oliveira         | MDB     | 60.506  |            | São Sebastião do Alto | Rio de Janeiro      |
| 15294  | Heloneida Studart            | MDB     | 58.134  |            | Fortaleza             | Ceará               |
| 15730  | Jorge Leite                  | MDB     | 48.319  |            | Rio de Janeiro        | Rio de Janeiro      |
| 15929  | Mesquita Bráulio             | MDB     | 45.791  |            | Santa Maria Madalena  | Rio de Janeiro      |
| 15486  | José Eudes                   | MDB     | 42.805  |            | Parnamirim            | Pernambuco          |
| 11764  | Wilmar Palis                 | ARENA   | 40.896  |            | Uberaba               | Minas Gerais        |
| 11790  | Jorge David                  | ARENA   | 37.723  |            | Nilópolis             | Rio de Janeiro      |
| 15569  | Sílvio Lessa                 | MDB     | 37.093  |            | Niterói               | Rio de Janeiro      |
| 15624  | Romualdo Carrasco            | MDB     | 36.469  |            | Rio de Janeiro        | Rio de Janeiro      |
| 15551  | Pedro Fernandes              | MDB     | 35.033  |            | Parelhas              | Rio Grande do Norte |
| 15350  | Silvério Espírito Santo      | MDB     | 33.804  |            | Duque de Caxias       | Rio de Janeiro      |
| 15942  | Fernando Leandro             | MDB     | 32.761  |            | Porto                 | Portugal            |
| 15457  | Cláudio Moacyr               | MDB     | 31.046  |            | Macaé                 | Rio de Janeiro      |
| 11120  | Luís Fernando Linhares       | ARENA   | 30.565  |            | Miracema              | Rio de Janeiro      |
| 15621  | José Alves de Brito          | MDB     | 30.417  |            | Ingá                  | Paraíba             |
| 15782  | Josias Menezes               | MDB     | 30.367  |            | Trajano de Moraes     | Rio de Janeiro      |
| 15194  | Nazareno Nocchi              | MDB     | 30.168  |            | Duas Barras           | Rio de Janeiro      |
| 15348  | Hilza Maurício da Fonseca    | MDB     | 28.755  |            | Rio de Janeiro        | Rio de Janeiro      |
| 15585  | Gilberto Rodrigues           | MDB     | 28.333  |            | Nova Friburgo         | Rio de Janeiro      |
| 15582  | José Carlos Lacerda          | MDB     | 27.980  |            | Rio de Janeiro        | Rio de Janeiro      |
| 15849  | Sebastião Duque              | MDB     | 27.748  |            | Barra Mansa           | Rio de Janeiro      |
| 15629  | Darci Brum                   | MDB     | 27.580  |            | Natividade            | Rio de Janeiro      |
| 11608  | Heródoto Melo                | ARENA   | 27.368  |            | Cambuci               | Rio de Janeiro      |
| 15905  | Edésio Frias                 | MDB     | 27.189  |            | Moreno                | Pernambuco          |
| 15301  | José Pinto                   | MDB     | 25.943  |            | Campos dos Goytacazes | Rio de Janeiro      |
| 15948  | Dilson Alvarenga             | MDB     | 25.783  |            | Sumidouro             | Rio de Janeiro      |
| 15268  | Francisco Amaral             | MDB     | 25.554  |            | Pedreiras             | Maranhão            |
| 11496  | Flavio Palmier da Veiga      | ARENA   | 25.323  |            | Niterói               | Rio de Janeiro      |
| 15679  | Alberto Dauaire              | MDB     | 24.437  |            | Campos dos Goytacazes | Rio de Janeiro      |
| 15197  | Ubaldo de Oliveira Filho     | MDB     | 24.403  |            | Sapucaia              | Rio de Janeiro      |
| 15102  | Leonardo Klabin              | MDB     | 24.388  |            | Rio de Janeiro        | Rio de Janeiro      |
| 11165  | Odair Gama                   | ARENA   | 24.121  |            | Rio de Janeiro        | Rio de Janeiro      |
| 15862  | Pedro Ferreira               | MDB     | 23.904  |            | Rio Claro             | Rio de Janeiro      |
| 15793  | Emanuel Cruz                 | MDB     | 23.777  |            | Rio de Janeiro        | Rio de Janeiro      |
| 11635  | Heitor Furtado               | ARENA   | 23.615  |            | Rio de Janeiro        | Rio de Janeiro      |
| 11344  | João Batista Lubanco         | ARENA   | 22.748  |            | Campos dos Goytacazes | Rio de Janeiro      |
| 11885  | Victorino James              | ARENA   | 21.952  |            | Rio de Janeiro        | Rio de Janeiro      |
| 15428  | Aluisio Gama                 | MDB     | 21.613  |            | Mendes                | Rio de Janeiro      |
| 15701  | Geraldo Araújo               | MDB     | 21.575  |            | São Gonçalo           | Rio de Janeiro      |
| 15580  | Paulo Albernaz               | MDB     | 21.457  |            | Campos dos Goytacazes | Rio de Janeiro      |
| 15322  | Paulo Duque                  | MDB     | 21.407  |            | Rio de Janeiro        | Rio de Janeiro      |
| 15689  | Joaquim Joia                 | MDB     | 21.394  |            | Duque de Caxias       | Rio de Janeiro      |
| 11674  | Júlio Louzada                | ARENA   | 21.287  |            | Rio de Janeiro        | Rio de Janeiro      |
| 15571  | Antonio Gaspar               | MDB     | 21.006  |            | Macaé                 | Rio de Janeiro      |
| 11274  | Waldenir Bragança            | ARENA   | 20.609  |            | Araruama              | Rio de Janeiro      |
| 15920  | Paulo César Gomes            | MDB     | 20.215  |            | Niterói               | Rio de Janeiro      |
| 15153  | Paschoal Citadino            | MDB     | 20.164  |            | São João de Meriti    | Rio de Janeiro      |
| 15124  | Camilo Jorge                 | MDB     | 19.955  |            | Petrópolis            | Rio de Janeiro      |
| 11681  | Luis Antônio Corrêa da Silva | ARENA   | 19.724  |            | Belford Roxo          | Rio de Janeiro      |
| 15633  | Aparício Marinho             | MDB     | 19.453  |            | Nova Friburgo         | Rio de Janeiro      |
| 15587  | Geraldo Di Biase             | MDB     | 19.446  |            | Valença               | Rio de Janeiro      |
| 15193  | Murilo Maldonado             | MDB     | 19.364  |            | Nova Iguaçu           | Rio de Janeiro      |
| 11756  | Ítalo Bruno                  | ARENA   | 18.975  |            | Magé                  | Rio de Janeiro      |
| 11332  | Rockfeller de Lima           | ARENA   | 18.876  |            | Campos dos Goytacazes | Rio de Janeiro      |
| 15773  | Frederico Trotta             | MDB     | 18.706  |            | Rio de Janeiro        | Rio de Janeiro      |
| 15854  | Samir Nasser                 | MDB     | 18.388  |            | Três Rios             | Rio de Janeiro      |
| 15335  | Jair Costa                   | MDB     | 18.360  |            | Porciúncula           | Rio de Janeiro      |
| 15838  | Henrique Pessanha            | MDB     | 18.296  |            | Rio de Janeiro        | Rio de Janeiro      |
| 15716  | Nielsen Louzada              | MDB     | 18.280  |            | Vitória               | Espírito Santo      |
| 15128  | Beto Gama                    | MDB     | 18.164  |            | Salvador              | Bahia               |
| 15474  | Otime dos Santos             | MDB     | 18.049  |            | Cabo Frio             | Rio de Janeiro      |
| 11202  | Mauricio Pinkusfeld          | ARENA   | 17.980  |            | Rio de Janeiro        | Rio de Janeiro      |
| 11372  | Márcio Paes                  | ARENA   | 17.682  |            | Carmo                 | Rio de Janeiro      |
| 15359  | Amadeu Chacar                | MDB     | 17.667  |            | Itaperuna             | Rio de Janeiro      |
| 11531  | Cidinho Sant'Anna Filho      | ARENA   | 17.406  |            | Cantagalo             | Rio de Janeiro      |
| 11974  | Edson Guimarães              | ARENA   | 16.646  |            | Silva Jardim          | Rio de Janeiro      |